# 罗芒 (厄尔省)
罗芒（法語：Roman，法語發音：[ʁɔmɑ̃] ⓘ）是法国厄尔省的一个市镇，位于该省南部，属于埃夫勒区。2019年，罗芒与临近的2个市镇并入市镇伊通河畔梅尼勒。

## 地理
罗芒（48°50'44"N, 1°2'43"E）面积15.2 平方千米，位于法国诺曼底大区厄尔省，该省份为法国北部内陆省份，北起滨海塞纳省，西接奧恩省和卡爾瓦多斯省，南至厄尔-卢瓦省，东临瓦兹省、瓦兹河谷省和伊夫林省。
与罗芒接壤的市镇（或旧市镇、城区）包括：勒龙斯奈-欧特奈、伊通河畔孔代、达姆玛丽、伊通河畔梅尼勒、古维尔、格朗维利耶、比叙当维尔。
罗芒的时区为UTC+01:00、UTC+02:00（夏令时）。

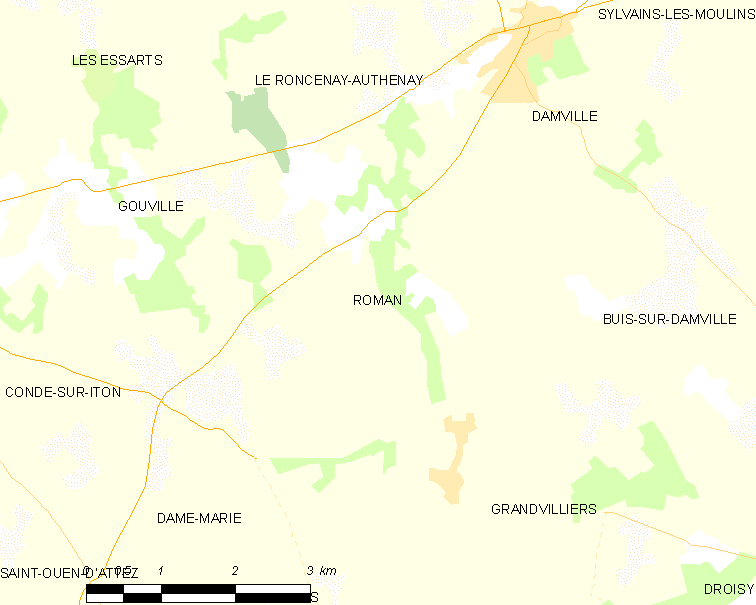
罗芒的OSM定位图

## 行政
罗芒的邮政编码为27240，INSEE市镇编码为27491。

## 政治
罗芒所属的省级选区为阿夫尔河和伊通河畔韦尔讷伊县。

## 人口

1962-2008年间罗芒人口变化图示

罗芒于2018年1月1日时的人口数量为276人。